# Heinz London
Heinz London (* 7. November 1907 in Bonn; † 3. August 1970 in Oxford) war ein deutsch-britischer Physiker.
Heinz London stammte aus einer wohlhabenden großbürgerlichen deutsch-jüdischen Familie. Sein Vater Franz London war Professor für Mathematik an der Universität Bonn und seine Mutter Luise, geb. Hamburger, entstammte einer Textilunternehmer-Familie. Der Vater starb an einem Herzleiden als Heinz 9 Jahre alt war. Heinz wuchs danach unter dem starken Einfluss seines 7 Jahre älteren Bruders Fritz auf. Zeit ihres Lebens hielten die beiden Brüder engen Kontakt zueinander, auch als Fritz in Amerika und Heinz in England lebte. Heinz studierte von 1926 bis 1927 an der Universität Bonn, danach absolvierte er für ein halbes Jahr ein Industriepraktikum in der Chemischen Fabrik W.C. Heraeus in Hanau, gefolgt von Studienjahren an der Technischen Hochschule Berlin-Charlottenburg (der heutigen Technischen Universität Berlin) bis 1929 und der Universität München bis 1931. Ab 1931 arbeitete er in Breslau in der Arbeitsgruppe von Franz Eugen Simon, der sich auf die Untersuchung der Supraleitung spezialisiert hatte.
Nach der nationalsozialistischen „Machtergreifung“ sah er sich zur Emigration gezwungen, da eine weitere akademische Karriere in Deutschland nicht mehr möglich war. Er übersiedelte nach dem Abschluss seiner Doktorarbeit in Breslau 1934 nach Oxford, wo schon sein Bruder Fritz sowie Eugen Simon mit einigen seiner Mitarbeiter am Clarendon Laboratory einen neuen Wirkungsort gefunden hatten. Oxford wurde damit zum ersten Zentrum für Tieftemperaturphysik im Vereinigten Königreich. Ab 1936 arbeitete Heinz dann am H. H. Wills Laboratory in Bristol, während sein Bruder Fritz zunächst an das Institut Henri Poincaré nach Paris und später an die University of Durham/New Jersey ging. Nach Kriegsausbruch wurde Heinz London 1940 zunächst als „Feindlicher Ausländer“ einige Zeit auf der Isle of Man interniert, dann aber wieder freigelassen, um am britischen Atomprogramm mitzuarbeiten. Im Jahr 1942 erhielt er die britische Staatsangehörigkeit. 

Heinz London entwickelte gemeinsam mit seinem Bruder Fritz London eine phänomenologische Deutung der Supraleitung, die mit Hilfe der Quantenmechanik zu einem besseren Verständnis chemischer Beobachtungen beitrug. 
Von ihm stammt die Idee der 3He-4He-Mischungskühlung (Dilution Refrigerator) zur Erzielung tiefer Temperaturen, zuerst angewandt am Kamerlingh-Onnes Labor in Leiden 1964.
Im Jahr 1961 wurde er Mitglied (Fellow) der Royal Society. Heinz London, der sein Leben lang ein starker Raucher gewesen war, starb 1970 an einem Bronchialkarzinom.